# Hot Wheels: Extreme Racing
Hot Wheels: Extreme Racing es un videojuego de carreras desarrollado por Atod y HotGen y publicado por THQ para PlayStation. Cuenta con vehículos basados en la serie de juguetes Hot Wheels.

## Jugabilidad
La jugabilidad básica es similar a la de la mayoría de los juegos de carreras. El jugador controla su coche para recorrer las pistas lo más rápido posible. Al recolectar pastillas, se pueden obtener nuevas propiedades, como potenciadores de nitro, manchas de petróleo, proyectiles y otras armas. Los coches controlados por ordenador también pueden recoger camionetas. El juego contiene un total de 24 etapas, de las cuales 12 son simplemente versiones invertidas de las doce primeras.
En Hot Wheels: Extreme Racing los vehículos tienen la capacidad de transformarse en cuatro tipos de elementos diferentes: tierra, agua, aire y todo terreno. En la transformación, la carrocería del automóvil permanece normal mientras que al costado del automóvil le "crecen" ruedas, alas o aletas. Las etapas se dividen en diferentes partes, cada una diseñada para un vehículo específico. Las partes están separadas por un "portal de transformación". Cuando los jugadores atraviesen dicho portal, el vehículo cambiará a otro tipo.

## Modos de juego
Hot Wheel Extreme Racing presenta cuatro modos de juego: Campeonato, Arcade, Contrarreloj y Multijugador. En el modo Campeonato, el jugador compite contra otros tres coches controlados por ordenador en una de las copas disponibles. Hay seis tazas: Fácil, Media, Difícil, Rev.Fácil, Rev.Media y Rev. Difícil. Cada copa contiene cuatro etapas. Los puntos se otorgan según la ubicación y, después de todas las etapas, se designa un ganador. Al ganar una copa, se desbloquea un código de trucos oculto, como vehículos nuevos y más copas. Los jugadores pueden elegir entre 8 vehículos diferentes. 3 están disponibles al inicio, el resto debe desbloquearse completando tareas como completar copas.
El modo Arcade permite al jugador elegir una de las pistas disponibles y luego competir contra otros tres autos controlados por computadora. En el modo contrarreloj corren solos y deben intentar conseguir el mejor tiempo en cada pista.
El juego también admite un modo multijugador que permite que hasta cuatro jugadores compitan entre sí, utilizando un dispositivo multitap. Las pistas multijugador no son lo mismo que las pistas para un jugador. Hay un total de 12 pistas multijugador.
El juego se basó originalmente en los modelos de autos "Hot Wheels: Mechanix", y los entornos eran áreas de juegos donde los niños habían construido pistas de carreras imaginarias, como una pista modelada en una caja de arena. Sin embargo, en mitad de la producción, los productores decidieron cambiar el grupo objetivo y todo el juego adquirió una apariencia más "madura". Los coches también se cambiaron a coches Hot Wheels normales, aunque se mantuvo la idea de que los coches se transformaran en diferentes formas.

## Recepción
El juego recibió críticas "mixtas" según el agregador de reseñas Metacritic.